# Jean Schmit
Jean Schmit (9 de agosto de 1931 — 28 de outubro de 2010) foi um ciclista luxemburguês.
Competiu na prova individual e por equipes do ciclismo de estrada nos Jogos Olímpicos de 1952, disputadas na cidade de Helsinque, Finlândia.